# Cratere Parry
Parry è un cratere lunare di 47,28 km situato nella parte sud-occidentale della faccia visibile della Luna.

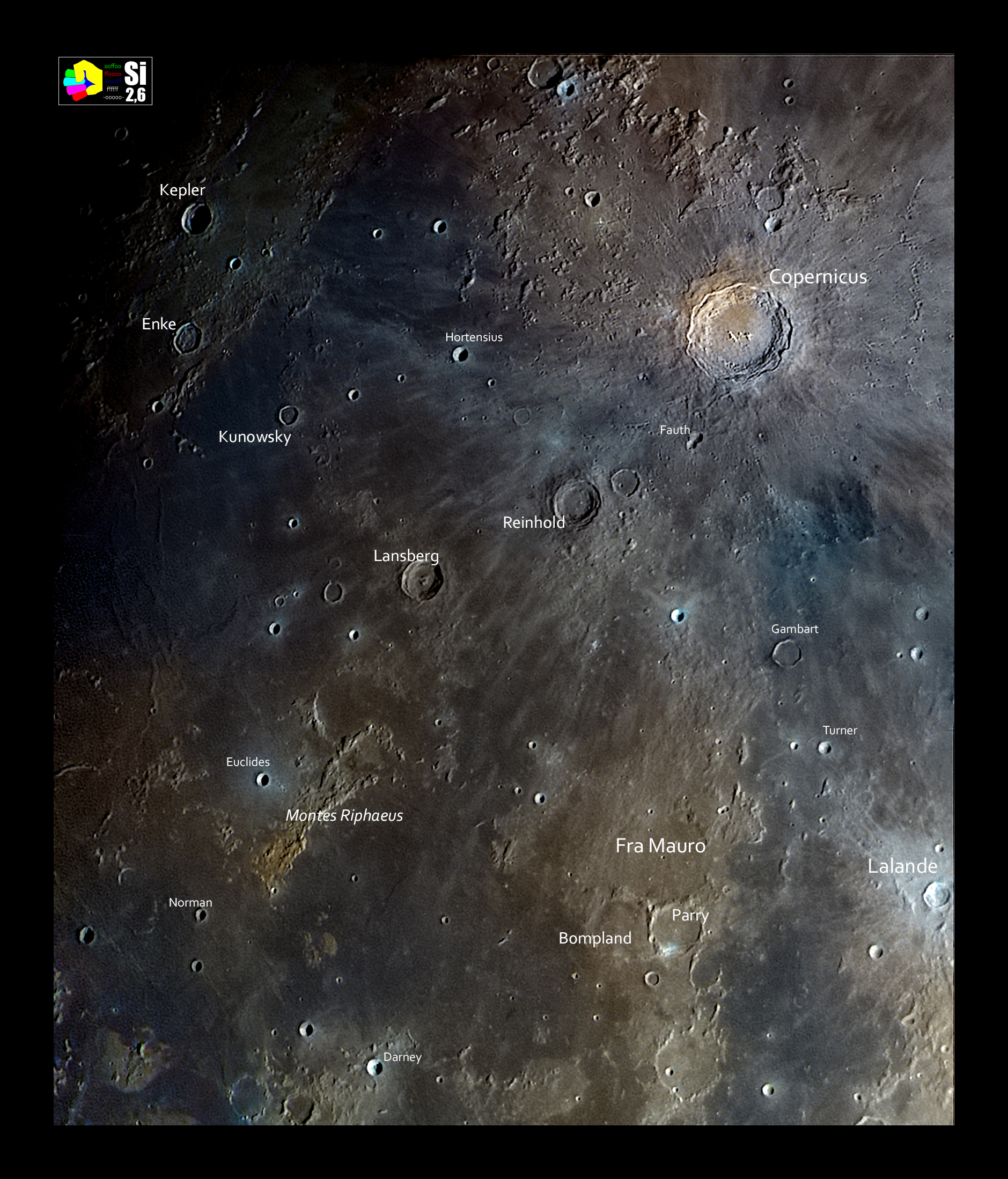
Il cratere(in basso) con le strutture vicine in una Immagine Selenocromatica(Si)